# هورست والتر
هورست والتر (بالألمانية: Horst Walter)‏ (2 يوليو 1939 بدرسدن في ألمانيا - 22 يوليو 2015 بدرسدن في ألمانيا) هو لاعب كرة قدم ألماني (وحمل سابقاً جنسية ألمانيا الشرقية) في مركز الهجوم. شارك مع منتخب ألمانيا الشرقية لكرة القدم. أما مع النوادي، فقد لعب مع دينامو دريسدن ونادي درسدن ‏ ونادي هالشر وSC Einheit Dresden ‏.

## وصلات خارجية
- هورست والتر على موقع قاعدة بيانات كرة القدم.إي يو (الإنجليزية)
- هورست والتر على موقع ناشيونال فوتبول تيمز (الإنجليزية)
- هورست والتر على موقع عالم كرة القدم.نت (الإنجليزية)